# برانيسلاف ميلوشيفيتش
برانيسلاف ميلوشيفيتش هو لاعب كرة قدم صربي في مركز الدفاع، ولد في 13 مايو 1988 في فاليفو في صربيا. لعب مع راد بيوغراد ونادي بارتيزان.

## وصلات خارجية
- برانيسلاف ميلوشيفيتش على موقع قاعدة بيانات كرة القدم.إي يو (الإنجليزية)
- برانيسلاف ميلوشيفيتش على موقع Soccerbase.com (لاعب) (الإنجليزية)
- برانيسلاف ميلوشيفيتش على موقع Soccerway.com (الإنجليزية)
- برانيسلاف ميلوشيفيتش على موقع عالم كرة القدم.نت (الإنجليزية)